# ئی‌ام‌دی ال‌دابلیوتی۱۲
ئی‌ام‌دی ال‌دابلیوتی۱۲ (انگلیسی: EMD LWT12) یک لوکوموتیو دیزلی ساخت شرکت جنرال موتورز الکترو-موتیو دیویژن است.
این لوکوموتیو که مابین سال های ۱۹۵۵ تا ۱۹۵۸ تولید میشده دارای ۱۲ سیلندر و ۱۲۰۰ اسب بخار توان خروجی بوده است.